# Harekløver
Harekløver (Trifolium arvense), ofte skrevet hare-kløver, er en 10-25 cm høj urt, der vokser på tørre jorde, f.eks. i vejkanter.

## Beskrivelse
Harekløver er en enårig, opret voksende urt, der er tæt langhåret, hvilket gør den behageligt blød. Stænglen er grøn til rødlig og furet. Bladene er trekoblede med lancetformede småblade. Bladranden er hel, og begge bladsider er græsgrønne med lange, bløde hår. Planten blomstrer i juni-juli, hvor man finder blomsterne samlet i smalle, endestillede hoveder. De enkelte blomster er 5-tallige og 2-sidet symmetriske. Bægeret er grønt og danner et sammenvokset rør, mens kronbladene er blegt lyserøde og næsten skjult mellem de længere bægerblade. Kronerne bliver siddende på frugten, der rummer 1-3 frø.
Rodsystemet består af en pælerod med et uregelmæssigt forløb og med mængder af tynde siderødder.
Planten bliver ca. 20 cm høj og 15 cm bred.

## Voksested
| Harekløver |       |       |       |       |       |
| L = 8      | T = 6 | K = 3 | F = 3 | R = 2 | N = 1 |

Harekløver er naturligt udbredt i Makaronesien, Nordafrika, Østafrika, Mellemøsten, Kaukasus, Centralasien, Sibirien og Europa. Desuden er arten naturaliseret på Azorerne og i Australien, New Zealand og USA. Arten er almindelig i hele Danmark på strandoverdrev, skrænter, i vejkanter, klitter og på tørre sandede marker.
På de ældre stenvolde, som har dannet Krageø ved Sejrøbugtens kyst findes arten i et strandoverdrev sammen med bl.a. engelskgræs, almindelig kællingetand, alm. pimpinelle, alm. røllike, bakkenellike, dansk astragel, fåresvingel, gul snerre, hundetunge, nikkende limurt, sandløg, sandstar, sølvpotentil, tidlig dværgbunke, tjærenellike, vellugtende gulaks og vårpotentil

## Galleri
- Billeder af Harekløver
- Blomsterhoveder
- Blade
- Stængel
- Frøstande
- Vækstform
- Habitat